# 関島眞頼
関島 眞頼（せきじま まより、1959年3月8日 - ）は、日本の男性脚本家。神奈川県横浜市出身。明治大学商学部卒業。ABO式血液型O型。初期は関島 真頼の表記を使用していた。

## 概要
1970年代のアニメ雑誌創刊前からのアニメファンとして知られる。アニメ以外にも多種多彩な趣味を持つ。日本酒に凝っている。。
当初はアニメ演出家を志望していたが、大学卒業後に竜の子プロダクションや手塚プロダクションの企画文芸部に配属され、キャリアを変更した。この時期、アニメ演出家のうえだひでひとに師事し、アニメ制作のノウハウを学ぶ。
その後、脚本家の小山高生と出会い、その指導を受ける。本人は小山の「妖術」によって脚本家になったと語っており、小山に私淑していた。「一番弟子」を自称したものの、小山本人からは「舎弟」と呼ばれたという逸話が知られており、小山高生門下でありながら、小山の主宰する脚本家集団・ぶらざあのっぽ出身ではない。本人は小山の「妖術」によって脚本家になったと書いている。。
ジャンルは子供向けアニメから深夜アニメまで幅広い。アニメの脚本を担当するだけではなく、シリーズ構成として作品全体のストーリーに関わることが多く、初期はタツノコプロ作品、あかほりさとるら小山高生門下の脚本家が関わる作品、1990年代後半から2000年代前半はOVA版『それゆけ!宇宙戦艦ヤマモト・ヨーコ』をはじめとして新房昭之監督の作品でシリーズ構成などを務めることが多かった。
2019年度より、大阪芸術大学キャラクター造形学科・客員教授。

## 教育・脚本アーカイブズ活動
2022年、一般社団法人日本脚本アーカイブズ推進コンソーシアムのインタビューに応じ、アニメ脚本の歴史保存に関する議論に貢献した。また、シナリオ講座などで講師として後進の育成にもあたっている。

## 主な作品・経歴
シリーズ構成や脚本家として、子供向けアニメから深夜アニメまで幅広いジャンルの作品に参加している。2024年8月16日には、脚本・構成として参加した劇場アニメ『ゼーガペインSTA』が公開された。

## 参加作品

### テレビアニメ
- OKAWARI-BOY スターザンS （1984年、文芸担当・脚本）※うえだひでひととの共同ペンネーム「植島秀頼」名義で執筆
- よろしくメカドック （1984年-1985年、文芸担当）
- 昭和アホ草紙あかぬけ一番! （1985年-1986年、文芸担当）
- 光の伝説 （1986年、文芸担当）
- ドテラマン （1986年-1987年、文芸担当）
- 赤い光弾ジリオン （1987年、文芸構成）
- 赤い光弾ジリオン 激闘編 （1987年、文芸構成）
- 天空戦記シュラト （1989年-1990年、シリーズ構成・脚本）※小山高生と連名
- ドラゴンクエスト （1989年、脚本）
- 三つ目がとおる （1990年-1991年、シリーズ構成・脚本）
- キャッ党忍伝てやんでえ （1990年-1991年、シリーズ構成・脚本）※あかほりさとると連名
- NG騎士ラムネ&40 （1990年-1991年、脚本）
- ハイスクールミステリー学園七不思議 （1991年-1992年、脚本）
- ちいさなおばけアッチコッチソッチ （1991年-1992年、脚本）
- 宇宙の騎士テッカマンブレード （1992年-1993年、シリーズ構成・脚本）※あかほりさとると連名
- カリメロ （1992年-1993年、脚本）
- ヤマトタケル （1994年、脚本）
- 天地無用! （1995年、脚本）
- 十二戦支 爆烈エトレンジャー （1995年-1996年、シリーズ構成・脚本）
- セイバーマリオネットJ （1996年-1997年、シリーズ構成・脚本）
- 新・天地無用! （1997年、シリーズ構成・脚本）
- CLAMP学園探偵団 （1997年、シリーズ構成・脚本）※あみやまさはると連名
- ロスト・ユニバース （1998年、シリーズ構成のみの参加）※神坂一、山田靖智と連名
- サイレントメビウス （1998年、脚本）
- セイバーマリオネットJ to X （1998年-1999年、シリーズ構成・脚本）
- 魔術士オーフェン （1998年-1999年、シリーズ構成・脚本）※久保田雅史と連名
- それゆけ!宇宙戦艦ヤマモト・ヨーコ （1999年、チーフライター・脚本）
- 魔術士オーフェンRevenge （1999年-2000年、シリーズ構成のみの参加）※久保田雅史と連名
- マシュランボー （2000年、シリーズ構成・脚本）
- BOYS BE… （2000年、脚本）
- タイムボカン2000 怪盗きらめきマン （2000年、脚本）
- ドッとKONIちゃん （2000年-2001年、脚本）
- ベイビーフィリックス （2000年-2001年、脚本）
- The Soul Taker 〜魂狩〜 （2001年、シリーズ構成[7]・脚本）
- スターオーシャンEX （2001年、シリーズ構成・脚本）※金巻兼一と連名
- ナジカ電撃作戦 （2001年、脚本）
- 電脳冒険記ウェブダイバー （2001年-2002年、シリーズ構成・脚本）
- 超GALS! 寿蘭 （2001年-2002年、脚本）
- ロッマンエグゼ （2002年-2003年、脚本）
- GAD GUARD （2003年、脚本）
- ロックマンエグゼAXESS （2003年-2004年、脚本）
- 月詠 -MOON PHASE- （2004年-2005年、シリーズ構成・脚本）[8]
- かいけつゾロリ （2004年-2005年、シリーズ構成・脚本）※錦織博、池口和彦と連名
- ロックマンエグゼStream （2004年-2005年、脚本）
- 奥さまは魔法少女 （2005年、脚本）
- ロックマンエグゼBEAST （2005年-2006年、脚本）
- ロックマンエグゼBEAST+ （2006年、脚本）
- ゼーガペイン （2006年、シリーズ構成・脚本）
- 流星のロックマン （2006年-2007年、脚本）
- 風のスティグマ （2007年、シリーズ構成・脚本）
- 獣神演武 -HERO TALES- （2007年-2008年、シリーズ構成・脚本）
- 流星のロックマン トライブ （2007年-2008年、脚本）
- モノクローム・ファクター （2008年、脚本）
- 夏目友人帳 （2008年、脚本）
- スキップ・ビート! （2008年-2009年、シリーズ構成[9]・脚本）
- 続 夏目友人帳 （2009年、脚本）
- 神曲奏界ポリフォニカ クリムゾンS （2009年、脚本）
- PandoraHearts （2009年、シリーズ構成・脚本）
- 11eyes （2009年、脚本）
- 怪盗レーニャ （2010年、脚本）
- Rio RainbowGate! （2011年、シリーズ構成・脚本）
- ファイ・ブレイン 神のパズル （2011年-2012年、シリーズ構成・脚本）
- パブー&モジーズ （2012年、シリーズ構成・脚本）
- 爆TECH!爆丸 （2012年-2013年、シリーズ構成・脚本）
- ファイ・ブレイン 神のパズル 第2シリーズ （2012年、シリーズ構成・脚本）※シリーズ構成は佐藤順一と連名
- 爆TECH!爆丸 ガチ （2013年、シリーズ構成・脚本）
- ファイ・ブレイン 神のパズル 第3シリーズ （2013年-2014年、シリーズ構成・脚本）※シリーズ構成は佐藤順一と連名
- アラタカンガタリ〜革神語〜 （2013年、シリーズ構成・脚本）
- クロスアンジュ 天使と竜の輪舞（2014年-2015年、脚本）
- タブー・タトゥー（2016年、シリーズ構成・脚本）※大武正光と連名[10]
- 機動戦士ガンダム 鉄血のオルフェンズ（2016年、脚本）
- “栄光なき天才たち”からの物語（2017年、脚本）
- アラド:逆転の輪（2020年、シリーズ構成・脚本）

### OVA
- 赤い光弾ジリオン 歌姫夜曲 （1988年、文芸協力）※岩田弘と連名
- エクスプローラーウーマン・レイ （1989年、脚本）
- SOL BIANCA （1990年、脚本）
- 天空戦記シュラト 創世への暗闘 （1991年、シリーズ構成・脚本）※あかほりさとると連名
- KO世紀ビースト三獣士 （1992年、脚本）
- ねこひきのオルオラネ （1992年、脚本）
- 万能文化猫娘 （1992年、脚本）
- HUMANE SOCIETY 〜人類愛に満ちた社会〜 （1992年、構成・脚本）
- 電影少女 -VIDEO GIRL AI- （1992年、シリーズ構成・脚本）※あかほりさとると連名
- アル・カラルの遺産 （1993年、脚本）
- KO世紀ビースト三獣士II （1993年、脚本）
- 超時空世紀オーガス02 （1993年、脚本）
- 妖世紀水滸伝 –魔星降臨- （1993年、脚本）
- タイムボカン王道復古 ヤッターマン タツノッコン王国で同窓会だコロン （1994年、脚本）
- なつきクライシス （1994年、脚本）
- 爆炎CAMPUSガードレス （1994年、脚本）
- ファイナルファンタジー （1994年、脚本）
- プラスチックリトル （1994年、脚本）
- BOUNTY DOG/月面のイブ （1994年、脚本）
- 女神天国 （1994年、構成）
- 卒業 Graduation 聖羅ヴィクトリー （1995年、原案）※西島克彦、金巻兼一と連名
- 影技-SHADOW SKILL- 第一期 （1995年、脚本）
- 影技-SHADOW SKILL- 第二期 （1996年、シリーズ構成・脚本）
- ぢゃどうすぎる （1996年、脚本）
- それゆけ!宇宙戦艦ヤマモト・ヨーコ （1996年、脚本）
- ソニック・ザ・ヘッジホッグ （1996年、構成）
- 変（1997年、脚本）
- それゆけ!宇宙戦艦ヤマモト・ヨーコII （1997年、シリーズ構成・脚本）
- またまたセイバーマリオネットJ （1997年、シリーズ構成・脚本）
- でたとこプリンセス （1997年-1998年、シリーズ構成・脚本）
- 天使禁猟区 （2000年、シリーズ構成・脚本）
- モエかん MOEKKO COMPANY THE ANIMATION （2003年、脚本）
- ハートカクテル・アゲイン （2003年、シリーズ構成・脚本）
- コゼットの肖像 （2004年、脚本）
- ボトムズファインダー （2010年、脚本）
- SAKU☆BLOOM 星の妖精と出会えた奇跡（2015年、原作・脚本）

### 劇場アニメ
- ダークサイド・ブルース （1994年、脚本）
- 帰ってきた英雄 洪吉童 （1995年、脚本）※韓国映画
- 新劇場版 頭文字D Legend1-覚醒- （2014年、脚本）
- 劇場版 カードファイト!! ヴァンガード ネオンメサイア （2014年、脚本）
- 新劇場版 頭文字D Legend2-闘走- （2015年、脚本）
- 新劇場版 頭文字D Legend3-夢現- （2016年、脚本）

### Webアニメ
- 異字元合体もじバケるZ（2014年、脚本）
- アラド:逆転の輪（2020年、シリーズ構成・脚本）

### CD・ラジオドラマ
- 赤い光弾ジリオンシリーズ
  - 赤い光弾ジリオン WHITE NUTS （1987年、脚本）
  - 赤い光弾ジリオン お洒落倶楽部 （1988年、脚本）
  - 赤い光弾ジリオン あぶないMUSIC （1988年、シナリオ構成）
- ドリームハンター麗夢シリーズ
  - ドリームハンター麗夢 電脳空域の迷路 （1988年、脚本）
  - ドリームハンター麗夢 南麻布魔法倶楽部 （1989年、脚本）
- JOKER コミックス オリジナル・アルバム （1989年、脚本）
- 機動戦士SDガンダムシリーズ
  - 機動戦士SDガンダム 私をコロニーに連れてって （1989年、脚本）
  - 機動戦士SDガンダム タイホしちゃうわ （1990年、パート脚本）
- 天空戦記シュラトシリーズ 
  - 天空戦記シュラト 天山瞑楽 （1989年、脚本）
  - 天空戦記シュラト Soul Lovers Only! （1989年、脚本）
  - 八部衆 THE WORLD （1990年、脚本）
  - 天空戦記シュラト2 天空界劇場 （1990年、パート脚本）
  - 天空戦記シュラト Celestial warrious Battle for GENESIS （1991年、脚本）
- キャッ党忍伝てやんでえ 猫座第一回公演 （1990年、脚本）
- 獣神英雄伝ワタライガー 今宵はここまで （1990年、パート脚本）
- 伝説の国王をさがせ!!&ドラゴン騎士団外伝 （1991年、脚本）
- モンスターメーカー ～魔剣デスデリバーを探せ!～ （1991年、脚本）
- マヴァール年代記1 （1991年、脚色）※山下久仁明と連名
- 三つ目がとおるシリーズ
  - 三つ目がとおる 写楽と和登の三つ目電話相談室 （1991年、脚本・構成）※山下久仁明と連名
  - 三つ目がとおる 写楽のおもしろコトバ大探検! （1991年、脚本・構成）※山下久仁明と連名
- タイムボカンシリーズ
  - タイムボカン名曲大全 （1991年、脚本）
  - タイムボカン カラオケ博覧會 （1992年、パート脚本）
  - タイムボカン王道復古 特訓満漢全席 （1993年、パート脚本）
  - タイムボカンOVA大復活記念 悪玉馬券塾 （1993年、協力）※しぎのあきら、あかほりさとる、辻事務所と連名
- 宇宙の騎士テッカマンブレードシリーズ
  - 宇宙の騎士テッカマンブレード Space Knights （1992年、脚本）
  - 宇宙の騎士テッカマンブレード ザ・隠し芸 （1993年、脚本）
- デジタルストーリー 紺碧の艦隊 第一部『運命の開戦前夜』 （1993年、脚本）
- KO世紀ビースト三獣士 BIRTH of the V-美-DARN （1993年、脚本）
- 宇宙英雄物語シリーズ
  - 宇宙英雄物語 （1993年-1994年、パート脚本）
  - 宇宙悪党物語 （1993年、脚本）
- バウンティ・ドッグ （1994年、脚本）
- プラスチックリトル （1994年、脚本）
- るろうに剣心 -明治剣客浪漫譚- （1994年-1995年、脚本）
- あぶらみぶらざあず・赤盤 （1995年、パート脚本）
- ファサード （1995年、脚本）
- SHADOW SKILLシリーズ
  - 影技-SHADOW SKILL- オリジナル・サウンドトラック （1995年、脚本）
  - 影技-SHADOW SKILL- Ⅳ （1995年、脚本）
  - 影技-SHADOW SKILL- Ⅴ （1995年、脚本）
- マスターモスキートン わがままイナホの大冒険 （1996年、脚本）
- おしゃれマル秘セッション5 ネクスト・ジェネレーション （1996年、パート脚本）
- 天地無用!シリーズ
  - 天地無用! ラジオ幕ノ内弁当 中華風 （1996年、脚本）
  - 天地無用! ラジオ電影箱 ミステリーch. （1996年、パート脚本）
  - 天地無用! ラジオ電影箱 アクションch. （1996年、パート脚本）
  - 天地無用! ラジオ電影箱 時代劇ch. （1996年、パート脚本）
  - 天地無用! ラジオ電影箱 SF-Xch. （1996年、パート脚本）
- 電脳戦隊ヴギィ'ズ★エンジェルシリーズ
  - 電脳戦隊ヴギィ'ズ★エンジェル Vol.0、2、3、4、5 （1996年、構成）
  - 電脳戦隊ヴギィ'ズ★エンジェル Vol.1 （1996年、構成・脚本）
- CLAMP学園探偵団 （1997年、パート脚本）
- セイバーマリオネットJシリーズ
  - セイバーマリオネットJ・THE・ラジオ「ジャポネス絡躁日記其ノ二幕」 （1997年、パート脚本）
  - セイバーマリオネットJ 小樽&セイバー編 （1997年、監修）※あかほりさとる事務所と連名
- HENシリーズ
  - HEN Chizuru （1997年、脚本）
  - HEN Azumi （1997年、脚本）
- WILD HALF ドラマアルバム Encounter （1997年-1998年、脚本）
- 菜々子解体診書シリーズ
  - 菜々子解体診書 ラジオでポン♥ （1998年、パート脚本）
  - 菜々子解体診書 ラジオでち～ッ! （1999年、パート脚本）
  - 菜々子解体診書 ラジオで×××! （1999年、パート脚本）
- 雪割りの花 ザ・ドラマCD （1999年、脚本）
- ゼーガペインaudio drama OUR LAST DAYS （2006年、脚本）

### 書籍
- ドン・どんべえ魔界大冒険 （1987年、ポプラ社）
- ドン・どんべえ不思議大冒険 （1988年、ポプラ社）※鳥海仟と共著
- 天空戦記シュラト 創世への暗闘<上> （1991年、エニックス）
- 天空戦記シュラト 創世への暗闘<下> （1992年、エニックス）
- ジョジョの奇妙な冒険 （1993年、集英社ジャンプジェイブックス）※山口宏 と共著
- 心・影技 （1996年、竹書房ガンマ文庫）
- 新・天地無用! 佐久耶の告白 （1997年、角川CDミニ文庫）
- 新・天地無用! 砂沙美の祈り （1997年、角川CDミニ文庫）
- 新・天地無用! 魎呼のこころ （1997年、角川CDミニ文庫）
- 新・天地無用! （1998年、富士見ファンタジア文庫）

### コミックス原作
- PaPiPuペット ベストフレンド・ストーリー （1999-2000年、小学館）
- ゼーガペイン外伝 AI ALWAYS （2006年、メディアワークス）

### ゲーム
- 雪割りの花 （1998年、脚本）※藤咲淳一と連名